# Comtat d'Harcourt
El comtat (abans senyoria) d'Harcourt (sense relació amb els títols de duc i marquès) fou una jurisdicció feudal de França a Normandia, sorgit pel repartiment de terres fet a la primera meitat del segle X pel duc Rol·ló entre els seus fidels, després de l'adquisició de Normandia al tractat de Saint-Clair-sur-Epte del 911. Harcourt estava propera a Brionne, i va correspondre a Bernat el Danès, parent de Ro·ló, que va rebre tanmateix el territori de Pont-Audemer. El primer que va agafar el cognom Harcourt fou Anquetil a l'inici del segle xi.

## Senyors d'Harcourt

### Casa d'Harcourt
- vers 911-950: Bernat el Danès, gouvernador i regent del ducat de Normandia el 943

casat a Esprota, princesa de Borgonya
- vers 950-960: Torf, baró de Tourville, fill

casat a Ertemberga de Bricquebec
- vers 960-1020: Turquetil, fill

casat a Ancelina de Montfort-sur-Risle
- vers 1020- després de 1066: Anquetil d'Harcourt, fill

casat a Eva de Boissey
- vers 1066- 1078: Errand d'Harcourt, germà

casat a Emma d'Estouteville
- vers 1078- 1100: Robert I d'Harcourt, fill

casat a Coleta d'Argouges.
- vers 1100-1124: Guillem d'Harcourt, fill

casat a Hue d'Amboise.
- vers 1124-1212: Robert II d'Harcourt, senyor d'Elbeuf, fill

casat el 1179 amb Joana de Meulan.
- 1212-1239: Ricard d'Harcourt († 1239), fill

casat el 1213 a Joana de la Roche-Tesson, hereva del vescomtat de Saint-Sauveur
- 1239-1288: Joan I d'Harcourt (1199 † 1288), fill

casat amb Alix de Beaumont
- 1288-1302: Joan II d'Harcourt (1240 † 1302), mariscal i almirall de França, fill

casat en primeres noces a Agnes de Lorena, filla de Ferry III de Lorena
casat en segones noces a Joana de Châtellerault
- 1302-1329: Joan III d'Harcourt († 1329), fill (de la segona dona)

casat a Alix de Brabant

## Comtes d'Harcourt
La baronia d'Harcourt fou elevada en comtat amb les senyories de Lillebonne, Troispierres, La Saussaye i Elbeuf, per carta patent de Felip VI de França el març de 1338.

### Casa d'Harcourt
- 1329-1346: Joan IV d'Harcourt († 1346), senyor després (1338) comte d'Harcourt, fill

casat a Isabel de Parthenay, senyora de Vibraye, de Montfort-le-Rotrou, d'Aspremont i de Bonnétable
- 1346-1355: Joan V d'Harcourt († 1355), fill

casat a Blanca de Ponthieu, comtessa d'Aumale
- 1355-1389: Joan VI d'Harcourt (1342 † 1389), fill

casat el 1359 a Caterina de Borbó († 1427), filla de Pere I de Borbó
- 1389-1452: Joan VII d'Harcourt (1370 † 1452), fill

casada el 1390 a Maria d'Alençon (1373 † 1417), filla de Pere II d'Alençon
Per mort del seu fill va passar a la segona filla, però la filla gran Maria, casada amb Antoni de Lorena, comte de Vaudémont, va reclamar Harcourt, i després el seu fill Joan VIII d'Harcourt.

### Casa de Rieux
- 1452-1456: Joana d'Harcourt (1399 † 1456), filla de Joan VII d'Harcourt

casada el 1414 a Joan III de Rieux (1377 † 1431), senyor de Rochefort
- 1456-1458: Francesc de Rieux (1418 † 1458), fill

casada el 1442 a Joana de Rohan
- 1458-1518: Joan IV de Rieux (1447 † 1518), fill

casat a Isabel de Brosse († 1527), filla de Joan II de Brosse, comte de Penthièvre
- 1518-1532: Claudi de Rieux (1497 † 1532), fill

casat amb Susana de Borbó-Montpensier († 1570), filla de Lluís de Borbó i de Lluïsa de Montpensier
- 1532-1557: Enric de Rieux († 1557), fill, sense descendència
- 1557-1570: Lluïsa de Rieux (1531 † 1570), germana

casada el 1555 a Ramon de Lorrena (1536 † 1566), marquès d'Elbeuf (Ramon II), descendent d'Antoni de Vaudémont i de Maria d'Harcourt. Així Harcourt va passar a aquesta branca d'Elbeuf de la casa de Guisa del casal de Lorena

### Casa de Lorena-Elbeuf
- 1566-1605: Carles de Lorena (1556 † 1605), duc d'Elbeuf Carles I, fill

casat el 1583 a Margarita de Chabot (1565 † 1652)
- 1605-1666: Enric de Lorena (1601 † 1666), fill
- 1666-1694: Francesc de Lorena, (1623 † 1694), nebot del precedent, fill de Carles de Lorena, duc d'Elbeuf (Carles II), i de Caterina Enriqueta de Borbó

casada el 1645 a Anna d'Ornano († 1695)
Els seus descendents agafen el títol de príncep d'Harcourt.
- 1694-1719: Alfons Enric Carles de Lorena (1648 † 1719), príncep d'Harcourt, fill

casat el 1667 amb Francesca de Brancas († 1715)
- 1719-1739: Josep de Lorena (1679 † 1739), príncep d'Harcourt, fill

casat el 1705 amb Maria Lluïsa Cristiana Joana de Castella (1680 † 1736)
- 1739-1747: Lluís Maria Leopold de Lorena (1720 † 1747), príncep d'Harcourt, fill
- El títol d'Harcourt fou donat als descendents de branques joves de la família Harcourt sense continuïtat territorial amb l'antic comtat d'Harcourt. Aquestes branques s'havien originat en Felip d'Harcourt (1353 † 1403), senyor de Bonnétable, fill de Joan V d'Harcourt

## Ducs d'Harcourt
El títol de duc d'Harcourt fou donat el 1700 per Lluís XIV de França a Enric d'Harcourt (1654 † 1718), mariscal de França, de la branca de Beuvron, par l'érecció dels marquesats de La Mothe i de Thury en ducat amb el nom d'Harcourt. El ducat va esdevenir pairia per carta patent de 1709.

- 1700-1718: Enric d'Harcourt (1654 † 1718), mariscal de França, duc d'Harcourt

casat el 1687 a Maria Anna Clàudia de Brulart de Genlis (1669 † 1750)
- 1700-1750: Francesc d'Harcourt (1689 † 1750), marsical de França, duc d'Harcourt, fill

casat el 1716 a Margarita Sofia Lluïsa de Neufville (1699 † 1716)
casat el 1717 à Maria Madelena Le Tellier (1697 † 1735)
- 1750-1783: Anne Pere d'Harcourt, duc d'Harcourt (1701 † 1783), germà

casat el 1725 a Eulalia de Beaupoil de Sainte-Aulaire (1715 † 1738)
- 1783-1802: Francesc Enric d'Harcourt (1726 † 1802), mariscal de França, duc d'Harcourt, fill

casat el 1752 a Francesca Caterina d'Aubusson de la Feuillade (1733 † 1815)
- 1802-1839: Marià Francesc (1755 † 1839), duc d'Harcourt, nebot

casat el 1780 à Madelena Jaquelina Le Veneur de Tillières († 1825)
- 1839-1840: Alfons Aimar Francesc (1785 † 1840), duc d'Harcourt, fill
- 1840-1846: Francesc Eugeni Gabriel (1786 † 1865), duc d'Harcourt, germà

casat el 1807 a Aglaé Terray (1788 † 1867)
Enric Maria Nicolau (1808 † 1846), marquès d'Harcourt, fill
casat el 1829 a Slanie (1807 † 1843), filla de Carles Fèlix de Choiseul-Praslin, duc de Praslin
- 1846-1895: Carles Francesc Maria (1835 † 1895), duc d'Harcourt, fil

casat el 1862 a Maria (1843 † 1916), comtessa de Mercy-Argenteau
- 1895-1908: Enric Eugeni Francesc Maria (1864 † 1908), duc d'Harcourt, fill

casat el 1892 amb Maria de la Rochefoucauld (1871 † 1952)
- 1908-1997: Carles Joan Maria (1902 † 1997), duc d'Harcourt, fill

casat el 1927 amb Antonieta Gerard (1909 † 1958)
casat el 1961 a Maria Teresa de Zayas (1930)
- 1997: Francesc Enric (1928), duc d'Harcourt

El títol de cortesia de comte d'Harcourt fou donat als fills segons dels ducs d'Harcourt, i a certs fills segons dels marquesos d'Harcourt
- Enric Claudi d'Harcourt (1703 † 1769), comte d'Harcourt, fill del duc Enric d'Harcourt (1654 † 1718)
- Joan (1813 † 1891), comte d'Harcourt, fils de Francesc Eugene Gabriel duc d'Harcourt
- Carles Maria Pere (1842 † 1921), comte d'Harcourt, fill d'Enric Maria Nicolau duc d'Harcourt
- Víctor Amadeu Constant (1848 † 1935), comte d'Harcourt, tercer fill d'Amadeu Lluís Carles Francesc, marquès d'Harcourt
- Lluís (1856 † ?), comte d'Harcourt, quart fill d'Amadeu Lluís Carles Francesc, marquès d'Harcourt
- Carles Fèlix Maria (1870 † 1956), comte d'Harcourt, fils de Carles Franceces Maria, duc d'Harcourt

## Marquesos d'Harcourt
El títol de marquès d'Harcourt i par de França fou fonat el 1817 per Lluís XVIII a Carles Lluís Hèctor d'Harcourt (1743 † 1820), de la branca dels marquesos d'Olonde.

- 1817-1820: Carles Lluís Hèctor (1743 † 1820), marquè d'Harcourt

casat el 1767 amb Anna Lluïsa Caterina d'Harcourt (1750 † 1823), germana de Marià Francesc, duc d'Harcourt
- 1820-1831: Amadeu Lluís Carles Francesc (1771 † 1831), marquès d'Harcourt, fill

casat el 1800 amb Elisabet Sofia d'Harcourt (1771 † 1846)
- 1831-1846: Guillem Bernat (1801 † 1846), marquès d'Harcourt, fill

casat el 1837 amb Harriet Cavendish (1812 † 1898)
- 1846-1883: Jordi (1808 † 1883), marquès d'Harcourt,germà

casat el 1841 amb Joana Paula de Beaupoil de Sainte-Aulaire (1817 † 1893)
- 1883-1914: Bernat Pere Lluís (1842 † 1914), marquès d'Harcourt, fill

casat el 1871 a Margarita Armanda de Gontaut-Biron (1850 † 1953)
- 1914-1970: Esteve (1884 † 1970), marquès d'Harcourt, fill

casat el 1914 amb Maria de Curel (1892 † ?)
- 1970-1984: Bernat (1919 † 1984), marquès d'Harcourt, fill

casat el 1946 amb Elisabeth Blanca de Caumont La Force (1923)
- 1984- : Joan (1952), fill

## Vescomtes d'Harcourt
Els segons fills dels marquesos d'Harcourt portaven el títol de cortesia de vescomte d'Harcourt :
- Manel Claudi, vescomte d'Harcourt, (1774 † 1840), fill de Carles Lluís Hèctor, marquès d'Harcourt
- Manel (1844 † 1928), vescomte d'Harcourt, fill d'Amadeu Lluís Carles Francesc, marquès d'Harcourt
- Amauri (1925), vescomte d'Harcourt, fill d'Esteve, marquès d'Harcourt